# Parque nacional natural Sumapaz
El Parque Nacional Natural de Sumapaz se localiza en Colombia, entre los departamentos del Meta, Huila, Cundinamarca, y el Distrito Capital de Bogotá.

## Localización
Las poblaciones más cercanas son Nazareth y San Juan del Sumapaz, situadas en la localidad de Sumapaz.
Situado sobre la Cordillera Oriental y el piedemonte llanero, incluye en sus 154.000 ha jurisdicción de los municipios de la localidad 20 de Bogotá, Cabrera, Arbeláez, San Bernardo, Pasca y Gutiérrez en Cundinamarca; Acacias, Guamal y San Luis de Cubarral en el departamento del Meta.  Con Resolución Ejecutiva N° 153 de junio de 1977. El Nevado del Sumapaz con 4.306 m s. n. m. es el punto más elevado del Parque.

### Acceso
A escasas horas de Bogotá se puede acceder al parque por la carretera que conduce a Usme y a San Juan del Sumapaz. La distancia es de 72 km y el tiempo de duración es de 1 hora 15 minutos aproximadamente. Luego de Usme, por la vía a San Juan de Sumapaz, se pasa por la laguna de Chisacá y después se llega al centro de interpretación y al centro administrativo Los Pinos. Cerca se encuentra los Pantanos de Andabobos. Este sector en la actualidad está cerrado para el servicio de Guardaparques.
La sede "Las mirlas" en el municipio de Cubarral es la que se encuentra abierta para el servicio. Allí se ingresa por la vía Villavicencio, Acacias, Guamal, Cubarral. La distancia aproximada es de 140 km y el tiempo de desplazamiento es de 3 horas desde Bogotá.

### Aspectos históricos
En los páramos situados sobre Pasca, arqueólogos han excavado sitios que fueron refugio de pobladores precolombinos. Estos cazadores, principalmente de venados, trabajaban la cerámica y utilizaban mantas de algodón. Los vestigios encontrados evidencian una ocupación humana muy anterior a la llegada de los españoles.
Durante la época de la Conquista, la región de Pasca y el valle del río Sumapaz estaban habitados por los indígenas Sutagaos, de filiación lingüística karib, representados por tres subgrupos: los Sumapaz, Doas y Cundayes. Las partes altas de los valles de Fusagasugá y Tunjuelo, así como los páramos adyacentes y la vertiente oriental hacia la cuenca del río Blanco, estuvieron ocupadas por los muiscas.
Entre la fauna del área se encuentran especies como el cóndor de los Andes y el oso hormiguero, mientras que su flora está compuesta por millones de hierbas y flores coloridas. Para visitar este parque se recomienda llevar equipo para acampar y tomar precauciones de seguridad. Es necesario portar ropa adecuada para clima frío y seguir las indicaciones de los guías o expertos autorizados por la administración del lugar turístico.